# Решетняк, Николай Николаевич
Никола́й Никола́евич Решетня́к (род. 11 февраля 1960, Днепродзержинск, Днепропетровская область) — советский, российский оперный певец (баритон).

## Биография
С восьмого класса школы занимался в самодеятельности ДК Металлургов (режиссёр народного театра В. П. Марченко). Окончив школу № 17, работал на заводе.
После службы в Советской Армии (Тында, БАМ) работал в городском музыкально-драматическом театре, где сыграл ряд ролей.
В 1989 году окончил Московскую консерваторию (класс народного артиста СССР Е. Е. Нестеренко, концертмейстер Елена Рыбчевская). С четвёртого курса консерватории был принят в стажёрскую группу Большого театра СССР, где затем был солистом по 1997 год.
В 1997—1999 годах — солист Музыкального театра им. К. С. Станиславского и Вл. И. Немировича-Данченко; одновременно в 1998—1999 годах пел в Пражской государственной опере.
С 2000 года — солист Новой Оперы. Оставил карьеру певца после перенесённой операции на сердце.

### Семья
- Мать — Генриэтта Сергеевна Решетняк, дедушка — Сергей Фёдорович Решетняк (Харьковская губерния), бабушка — Анна Ивановна Новицкая (Екатеринославль).
- Жена — Лариса Александровна Билан.
- Дочери — Анастасия (Суханова), Александра.
- Внуки — Мария, Пётр, Лев.

## Творчество
Партнёрами Н. Н. Решетняка были Елена Образцова, Ирина Архипова, Маквала Касрашвили, Тамара Синявская, Нина Терентьева, Евгений Нестеренко, Зураб Соткилава, Владимир Маторин, Елена Заремба, Ирина Бикулова, Мария Гаврилова, Владимир Редькин, Аркадий Мишенькин, Олег Кулько, Владислав Пьявко и многие другие.
Оперные партии:
- Ибн Хакиа
- Томский
- Тонио — «Паяцы» Р. Леонкавалло
- Онегин
- Грязной
- Игорь
- Альбер
- Алеко
- Яго
- Набукко
- Скарпиа
- Риголетто — «Риголетто» Дж. Верди
- Альфио — «Сельская честь» П. Масканьи
- Светозар — «Руслан и Людмила» М. И. Глинки
- Мизгирь — «Снегурочка» Н. А. Римского-Корсакова
- Второй жрец — «Волшебная флейта» В. А. Моцарта

Партии баритона в спектакле «Bravissimo!», концерте «Viva Verdi!»

## Награды и признание
- лауреат II премии конкурса им. М. И. Глинки (Рига, 1989)
- лауреат IV премия конкурса им. П. И. Чайковского (Москва, 1990).